# Cool to Be You
Cool to Be You es el sexto álbum de estudio de la banda estadounidense de punk rock Descendents, publicado en 2004 por Fat Wreck Chords. Fue su primer álbum de material de estudio nuevo tras Everything Sucks, de 1996, que había sido publicado por Epitaph Records. Cool to Be You se convirtió en el cuarto álbum de Descendents en entrar en listas, llegando al puesto 143 en la Billboard 200.

## Lista de canciones
| N.º   | Título              | Duración |  |
| 1.    | «Talking»           | 2:27     |  |
| 2.    | «Nothing with You»  | 2:29     |  |
| 3.    | «She Don't Care»    | 1:51     |  |
| 4.    | «'Merican»          | 1:51     |  |
| 5.    | «Dog and Pony Show» | 2:28     |  |
| 6.    | «Blast Off»         | 2:27     |  |
| 7.    | «Dreams»            | 2:56     |  |
| 8.    | «Cool to Be You»    | 2:24     |  |
| 9.    | «Maddie»            | 3:06     |  |
| 10.   | «Mass Nerder»       | 2:47     |  |
| 11.   | «One More Day»      | 3:33     |  |
| 12.   | «Tack»              | 2:21     |  |
| 13.   | «Anchor Grill»      | 3:03     |  |
| 14.   | «Dry Spell»         | 2:43     |  |
| 36:26 |                     |          |  |